# Womb (album)
Womb è il terzo album in studio del gruppo musicale canadese Purity Ring, pubblicato nel 2020.

## Tracce
Testi e musiche di Corin Roddick e Megan James, eccetto dove indicato.
1. Rubyinsides – 3:33
2. Pink Lightning – 4:14
3. Peacefall (Corin Roddick, Megan James, Jonas Bjerre) – 4:16
4. I Like the Devil – 2:55
5. Femia – 3:07
6. Sinew – 3:11
7. Vehemence – 3:47
8. Silkspun – 3:35
9. Almanac – 3:13
10. Stardew – 4:06